# Karl Heinrich Dreyer
Karl Heinrich Dreyer (* 7. Dezember 1830 in Freiburg im Breisgau; † 18. November 1900 in Baden) war Reichsgerichtsrat und Mitglied des Deutschen Reichstags.

## Leben
Dreyer studierte in Freiburg Rechtswissenschaften und promovierte 1856. Von 1861 bis 1864 war er Anwalt in Lahr und dann Assessor beim Kreisgericht in Heidelberg. 1865 wurde er dort Kreisgerichtsrat und nach kurzzeitigem Rücktritt in den Anwaltsstand als solcher nach Konstanz versetzt. Von 1869 bis 1871 war er Mitglied des Appellationssenats beim Kreis- und Hofgericht Offenburg und von 1871 bis 1873 in Colmar. Zwischen 1873 und 1876 war er Vertreter der Staatsanwaltschaft beim Reichsoberhandelsgericht in Leipzig und ab 1876 Rat bei diesem Gerichtshof. 1880 wurde er ans Reichsgericht, ebenfalls in Leipzig, berufen, dessen Mitglied er bis 1896 blieb.
Von 1878 bis 1881 war er Mitglied des Deutschen Reichstags für den Wahlkreis Baden 6 (Lahr, Kenzingen) und die Nationalliberale Partei.

## Ehrungen
- Ritterkreuz I. Klasse des Ordens vom Zähringer Löwen
- Roter Adlerorden II. Klasse mit Eichenlaub
- Preußischer Kronenorden mit Stern

## Schriften
- Hrsg. von Karl Salomo Zachariä von Lingenthal: Handbuch des französischen Civilrechts, 7. Auflage, Heidelberg 1886, Band 1, 2, 3, 4 (Dreyers Zusätze sind mit D gekennzeichnet; MPIER-Digitalisate).
- Das deutsche Reichscivilrecht - Systematische Darstellung des in den Reichsgesetzen enthaltenen deutschen Civilrechts, Leipzig 1876.
- Der Code Napoleon und das badische Landrecht nach dem Systeme von Puchta's Pandekten und mit Vergleichung mit dem römischen Rechte, Mannheim  1860 (Digitalisat der BSB).
- „Die Gesetzgebung über die Gerichtsverfassung und den Prozeß im Großherzogthum Baden“, Zeitschrift für Gesetzgebung und Rechtspflege in Preußen, Band 4 (1870), S. 364.
- „Mehrheit der Ansprüche eines Versicherten und Mehrheit der Versicherungen“, Sächsisches Archiv für bürgerliches Recht und Prozeß, Band 1 (1891); S. 425.
- „Das Differenzgeschäft“, Sächsisches Archiv für bürgerliches Recht und Prozeß, Band 2 (1892), S. 401.
- „Zu den Urtheilen des Herrn Professor Dr. Kohler über Jhering und Windscheid in Nr. 16 u. 17 der Zukunft“, Beiträge zur Erläuterung des deutschen Rechts, Jahrgang 37 (5. Folge Jahrgang 2 (1893)), S. 193.
- „Ueber die Folgen des Verzugs in Erfüllung einer Rate bei einem einheitlichen in Raten zu erfüllenden Lieferungsgeschäft“Beiträge zur Erläuterung des deutschen Rechts  Jahrgang 37 (5. Folge Jahrgang 2 (1893)), S. 199.
- „Zu § 59 der Civilprozeßordnung“, Beiträge zur Erläuterung des deutschen Rechts, Jahrgang 38 (5. Folge Jahrgang 3 (1894)), S. 16.
- „Bemerkungen zu dem Entwurfe eines Bürgerlichen Gesetzbuchs für das deutsche Reich: Zweite Lesung“, Sächsisches Archiv für bürgerliches Recht und Prozeß, Band 4 (1894), S. 433.
- „Das fiduziarische Rechtsgeschäft“, Beiträge zur Erläuterung des deutschen Rechts, Jahrgang 40 (5. Folge Jahrgang 5 (1896)), S. 233, 449.